# Hinode Yama
Hinode Yama är en bergstopp i Antarktis. Den ligger i Östantarktis. Norge gör anspråk på området. Toppen på Hinode Yama är 158 meter över havet.
Terrängen runt Hinode Yama är kuperad åt sydost. Havet är nära Hinode Yama åt nordväst.  Trakten är obefolkad. Det finns inga samhällen i närheten.